# ジョモ・ケニヤッタ
ジョモ・ケニヤッタ（スワヒリ語: Jomo Kenyatta, 1893年10月20日 - 1978年8月22日）は、ケニアの初代首相（1963 - 1964年）および初代大統領（1964年 - 1978年）。独立国家としてのケニアの創立者。
生年月日はあくまで「公式」設定で定かではなく、1889年～1895年まで幅がある。なお出生時の名はカマウ・ウェ・ンゲンギ (Kamau wa Ngengi) で、「ケニヤッタ」とは、独立運動を開始した際「ケニアの光」を意味する名に改めたという。従って、彼に因んでケニアの国名が命名された訳ではない。また、第一次世界大戦中のキクユ族対象の徴兵を逃れるため、マサイ族のふりをするために身につけていたベルト「Kinyata」を大いに気に入ったため、それにちなんだと言う説もある。

## 人物・生涯
子供の頃はミッション系の学校で教育を受けた。ケニア国内での学歴は、この時の初等教育のみのようである。1913年に、キクユ族の成人の儀式を終えている。その後、農園労働者、商店の事務員、ナイロビ市の水道局職員等を掛け持ちで働き、白人の標準からしてもかなり裕福な暮らしぶりだったという。また、独学でかなりの教養を身につけ、キクユ人はもちろん、イギリス系住民からも「知識人」と見なされていた。1917年から1919年にかけて、最初の妻グレース・ワフ（？-2007 死去時は110歳ほど）と結婚しており、二人の子を儲けた。この時、カトリックの洗礼を受けていたにもかかわらず、教会ではなくキクユ族の伝統に則って結婚式を挙げて婚姻無効ということになり、ケニヤッタは宣教師の活動に敬意を抱きつつも不信感を高めた。
1923年頃から食料品店「Kinyata Store」の経営を始めるが、もぐりの居酒屋のようなこともしていたため民族運動家の溜まり場となり、政治活動にも興味を持つようになり、1926年にキクユ中央連盟 (Kikuyu Central Association, KCA) の書記として活動に参加しはじめる。1927年、組織の金を横領して姿を消した前任者の後をついで、仕事を辞めてKCAの活動に専念するようになった。
1929年と1931年にKCA代表として渡英し、植民地省との交渉にあたる。なお、1931年にはマハトマ・ガンディーと会見している。そしてそのまま帰国せず、当時は著名だった黒人革命家ジョージ・パドモア (George Padmore 1901-1959) の紹介でソ連へ渡り、モスクワ大学で経済学を学んだが、パドモアがスターリンに睨まれたこともあって、得たのは共産主義への不信感だけであり、1933年、改めてロンドン大学の聴講生となった。同時に、ロンドン・スクール・オブ・エコノミクスの研究生となり、文化人類学者ブロニスワフ・マリノフスキに師事して、キクユ族の伝統文化について研究を行い、1938年、欧米で出版された最初のアフリカ人の著作と言われる名著『ケニア山を望んで』("Facing mount Kenya") を出版。この時、初めて「ケニヤッタ」と言う名前を用いている。その後、人類学の研究書や、ケニアの伝説に範をとった小説などをいくつか出版した後、1939年からは、ロンドン大学の教員、イギリス軍の顧問などを務めた。そして1942年には、イギリス人女性エドナ・クラークと結婚して子供も儲けている（1946年に離婚）。
1946年、ケニアに帰国。キクユ族の長老の娘と結婚し（1950年に死別）、教員として働くが、1947年6月、ケニア・アフリカ人連合 (Kenya African Union, KAU) 党首に選ばれた。1951年、最後の妻となるキクユ族の長老の娘、エンジナと結婚。エンジナは、ケニア最初のファーストレディ、「ママ・エンジナ」として今も人気がある。
1952年にマウマウ団の乱に関係したとされ、またその一味であったとされ逮捕された。裁判官や通訳者などが不当にケニヤッタを扱ったとされる裁判は5ヶ月に及んだが、インド系およびインド本国からの有名弁護士が彼を支援し、さらには、ケニヤッタ自身が若い頃、ナイロビ地裁の通訳として働いていた経験もあった。結果として7年間の重度労役処分とされたが、ケニア北西の辺境地ロドワーに移送され保護観察下での執行猶予処置とされた。現在の研究でも、彼とマウマウとの関係はあったとされているが、他の説を唱える研究もある。ケニヤッタは教会から問題視されるほどの大酒飲みで、なおかつ居酒屋経営という仕事柄、付き合いがあった酒の密輸組織が、マウマウ団の母体の一つだったともいわれる。結果的に1959年まで刑務所で過ごすこととなった。

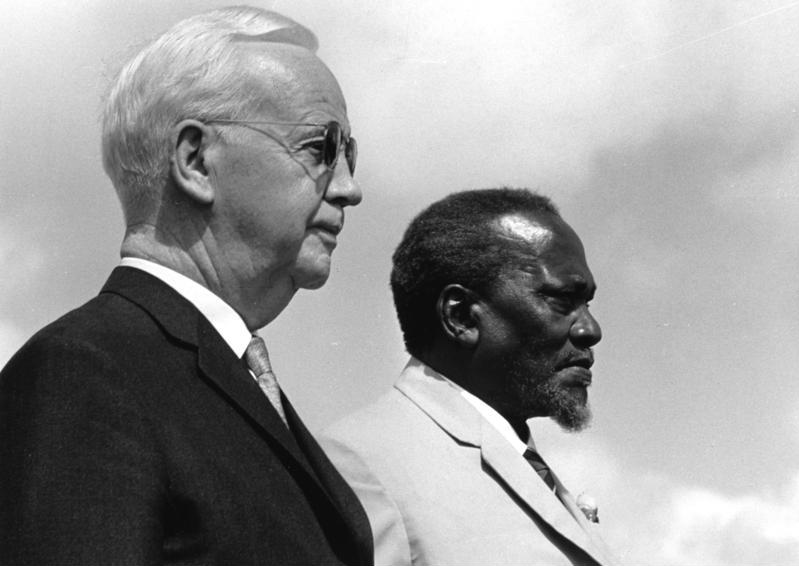
西ドイツの大統領・ハインリヒ・リュプケと（1966年2月22日）

1963年にケニアが独立すると初代首相となり、1年後に大統領制に移行するとそのまま大統領となった。大統領としてのケニヤッタは一貫して西側寄りの資本主義体制を堅持し、外資を積極導入し西側寄りの政策を取った。このためケニア経済は発展し、東アフリカの地域大国となっていった。一方で国内では独裁政治を行い、1969年には完全に与党ケニア・アフリカ民族同盟 (KANU) による一党制を敷くこととなった。また、自らの出身民族であり、ケニア最大民族でもあるキクユ人の優遇を行い、後の民族対立の発端となった。
ケニアのみならず、アフリカ諸国の民族運動に大きな影響を与えた。自らの出身でもあるキクユ族の研究でも民俗学者として業績を残す。ナイロビにあるジョモ・ケニヤッタ国際空港は彼にちなんで名付けられた。建国の父として「ムゼー（Mzee、おじいさん）」という愛称がある。1966年から現在に至るまで、複数額面のケニア・シリング紙幣で肖像が使用されている。
1978年8月に死去。同月31日にはナイロビ市内で国葬が行われ十数万人の群衆が見守る中、砲車に乗せられた棺は市内をめぐり国会議事堂近くに設けられた特別廟に安置された。葬儀にはジュリウス・ニエレレ タンザニア大統領、ケネス・カウンダ ザンビア大統領、イディ・アミン ウガンダ大統領といった周辺諸国の国家元首が参列した。
エンジナとの子にケニヤ第4第大統領を務めたウフル・ケニヤッタがいる。

## 功罪
外資誘致、西側寄りの外交により、高度経済成長を確立させたのは間違いなくケニヤッタとされる。独立直後のケニアは一次産業（農業）に依存しており、依然として外国資本などがケニアの有力企業を独占していた。しかしケニヤッタはこの状況を認めたうえで投資などを積極的に奨励する法案を可決させ、1964年から1970年にかけて、ケニアにおける大規模な海外投資と産業はほぼ2倍に増加させた。一方、ケニヤッタはケニアを民主社会主義の国家にするとも述べており、矛盾していたとも評される。また、こういった外資による企業独占の状態は、ナイロビに住む黒人などを大いに激怒させ、治安の悪化、腐敗の増大にも拍車をかけた。

## 語録
「白人がアフリカにやってきたとき、われわれは土地を持ち、彼らは聖書を持っていた。彼らはわれわれに目を閉じて祈ることを教えた。われわれが目を開いたとき、彼らは土地を持ち、われわれは聖書しか持っていなかった」